# 埃及華人
埃及華人，是海外華人一部分，他們大概在百多年前來到埃及。

## 學生
埃及，特別是開羅的艾資哈爾大學長期以來是回族的伊斯蘭學習中心。中國政府在1931年曾資助一團回族學生到愛茲哈爾大學學習，但是個別回族穆斯林最早在19世紀到埃及，如把古蘭經翻譯為中文的馬德新。文革期間中埃的交流被打斷，但在1981年恢復，當年派出10位學生:6位回族、3位維吾爾族、1位哈薩克族。到1992年，這一數字已經達到了34名，其中28人是維吾爾人。截至2006年，在埃及來自中國的國際學生約300名，主要也在愛資哈爾學習。

## 外勞
中國建築企業在20世紀80年代初開始進軍埃及，他們可以通過從中國進口勞動者而不用當地人。中國工人有被過硬，勤勞，高效的聲譽。

## 交易商和企業家
在20世紀90年代末和21世紀初，個別中國商人和企業家開始抵達埃及。他們大部分來自浙江，福建和中國東北，他們通常從事業務是餐廳，服裝，和電信部門。少數移民來自廣東，提供粵菜美食。截至2008年6月，500多家中國企業在埃及共投資資金達4.5億美元。在埃及他們充分利用當地廉價的電力和水，以及當地的勞動力，而實際上在某些行業如服裝可能比中國的成本更便宜。